# FK Gənclərbirliyi Sumqayıt
Der FK Gənclərbirliyi Sumqayıt war ein aserbaidschanischer Fußballverein aus Sumqayit. Der Verein spielte in der höchsten Spielklasse Aserbaidschans, der Premyer Liqası. Die Vereinsfarben waren rot-weiß-schwarz. 

## Allgemeines
Der Verein wurde im Jahre 2003 gegründet. Das Logo besteht aus einem Fußball und den Buchstaben G und S in weiß auf rotem Hintergrund mit oberhalb einem schwarzen V. Die Heimstätte des Vereins ist das Mehdi-Hüseynzadə-Stadion mit einem Fassungsvermögen von 15.350 Menschen. 2008 löste sich der Verein auf.